# Алп Навруз
Алп Навруз (Истанбул, 15. јануар 1990.) је турски филмски и телевизијски глумац.

## Биографија
Алп Навруз је рођен 15. јануара 1990. у Истанбулу и висок је 183 cm. Дипломирао је на Техничком универзитету Yıldız, одсек за турски језик и књижевност. Хоби му је пливање и стрељаштво. Пре него што је почео да се бави глумом и пре него што је започео каријеру у филмовима и на телевизији, професионално се бавио моделингом. 

## Каријера
Наврузово интересовање за глуму почело је у младости. Након што је добио улоге на сцени током година основне школе, похађао је часове глуме код Алтана Еркеклија и Џихана Унала. У међувремену је своју каријеру наставио као модел. У кинематографији је дебитовао 2015. године с главном улогом у Цеберуту (Ceberrut). Године 2016. добио је улогу у ТВ серији Љубав не разуме речи (Aşk Laftan Anlamaz), у којој је учествовао са Ханде Ерчел и Бураком Денизом као главним улогама. Такође 2016. је имао улогу Беркеа у Добри пријатељи (Arkadaşlar İyidir). Прославио се у серији Ћерке (Fazilet Hanim ve Kızlari), где је глумио заједно са глумицом Дениз Бајсал (2017/18). Његова прва главна улога је била у ТВ серији Не пуштај ми руку (Elimi Bırakma) као Џенк Челен (2018/19). 2020. године је глумио главну улогу у серији Смарагдни Феникс (Zümrüdüanka) у којој глуми Серхата Демиркана. 2021. године је дао живот лику по имену Појраз Али Озгур у серији Острвска бајка (Ada Masalı) где му је партнерка била Ајча Ајшин Туран.